# Hinrich Abel
Hinrich Abel (* 14. Mai 1884 in Brettorf; † 27. Januar 1954 ebenda) war ein deutscher Politiker und NSDAP-Funktionär.

## Leben
Hinrich Abel besuchte die landwirtschaftliche Winterschule in Wildeshausen und war im Anschluss als Landwirt in Brettorf tätig. Zum 1. März 1929 trat er der NSDAP bei (Mitgliedsnummer 122.398). Von 1931 bis 1933 gehörte er dem Oldenburgischen Landtag an. Er war von 1932 bis 1945 Bürgermeister in Dötlingen. Von 1932 bis 1933 war er Kreisleiter von Oldenburg-Land für das Amt Wildeshausen. Vom 12. Juli 1933 bis 10. August 1939 war er Leiter der Hauptabteilung I beim Reichsnährstand Weser-Ems. Am 1. August 1935 wurde er Mitglied der Reiter-SS (Untersturmführer), der er bis zum 14. Mai 1939 angehörte. Ab 17. April 1936 war er SS-Mann (ab 11. September 1938 Untersturmführer) (SS-Nummer 276.321).
Nach dem Zweiten Weltkrieg wurde Abel von 1945 bis 1946 interniert. Am 7. Dezember 1948 stufte ihn der Entnazifizierungshauptausschuss des Landkreises Oldenburg in die Kategorie IV („Mitläufer“) ein. Die anfallenden Verfahrenskosten in Höhe von 3000 DM wurden dem Beklagten auferlegt. Am 20. März 1951 erfolgte die Umstufung in die Kategorie V („Entlasteter“).